# Virose de la patate douce
La virose de la patate douce (ou SPVD, Sweet potato virus disease) est une maladie virale qui affecte les cultures de patates douces. C'est la virose la plus importante affectant la patate douce (Ipomoea batatas (L.) Lam) dans le monde, notamment en Afrique subsaharienne, qui peut provoquer des pertes de rendement allant jusqu'à 90 %. Elle est provoquée par l'interaction synergique de deux espèces de phytovirus : le virus de la marbrure plumeuse de la patate douce (SPFMV, Sweetpotato feathery mottle virus), du genre Potyvirus, transmis par des pucerons et le virus du rabougrissement chlorotique de la patate douce (SPCSV,  Sweetpotato chlorotic stunt virus), du genre Crinivirus, transmis par des aleurodes.

## Symptômes
Les plantes malades, co-infectées par le SPFMV ou d'autres Potyvirus de la patate douce et le SPCSV, présentent des symptômes graves : un important retard de croissance et le rabougrissement des plantes, ainsi que des symptômes foliaires : feuilles petites et étroites (déformation du limbe en forme de lanières ou en éventail), souvent avec un bord déformé, moucheture, décoloration des nervures, chlorose. La gravité des symptômes, qui apparaissent d'abord sur les nouvelles feuilles émergentes, peut être directement associée aux baisses de rendement spectaculaires observées. Le délai entre l'infection initiale et l'apparition des symptômes varie en fonction de l'âge et de la taille de la plante, les symptômes se développant plus lentement sur les plantes plus anciennes et plus grandes. Le développement des racines de réserve est affecté, ce qui entraîne une diminution du rendement,.

## Distribution
La virose complexe de la patate douce a été signalée dans un certain nombre de pays africains, notamment en Afrique orientale et australe : le Rwanda, le Burundi, l'Ouganda, le Kenya, la Tanzanie, le Zimbabwe, en Afrique occidentale : le Ghana, le Nigeria, ainsi qu'en Égypte. En dehors de l'Afrique, cette maladie a été signalée en Israël, en Espagne et au Pérou. Étant donné que le SPFMV est présent partout où des patates douces sont cultivées et que le SPCSV a récemment été signalé en Chine (2005) et en Corée (2002), il est probable que le complexe viral et donc la maladie se produise également dans ces pays. En Argentine, une synergie virale similaire, connue sous le nom de nanisme chlorotique, a également été rapportée et implique  également un troisième virus, le virus de la moucheture modérée de la patate douce (SPMSV, Sweet potato mild speckling virus).